# خيسوس دي لا روزا غودوي
خيسوس دي لا روزا غودوي هو سياسي مكسيكي، ولد في 26 مايو 1954 في San Pedro, Coahuila ‏ في المكسيك. نشط حزبياً في الحزب الثوري المؤسساتي. وقد انتخب عضو مجلس النواب المكسيك ‏.